# Wu-Yang-Monopol
Der Wu–Yang-Monopol war die erste Lösung der Yang–Mills-Gleichungen, gefunden im Jahr 1968 von Tai Tsun Wu (chinesisch 吳大峻, Pinyin Wú Dàjùn) und Chen Ning Yang (chinesisch 杨振宁, Pinyin Yáng Zhènníng). Diese beschreibt einen punktartigen magnetischen Monopol, dessen Stärke umgekehrt proportional zum Abstand abfällt.